# Jedlicze (gmina)
Pour les articles homonymes, voir Jedlicze (homonymie).
Jedlicze est une gmina mixte du powiat de Krosno, Basses-Carpates, dans le sud-est de la Pologne. Son siège est la ville de Jedlicze, qui se situe environ 9 km au nord-ouest de Krosno et 44 km au sud-ouest de la capitale régionale Rzeszów.
La gmina couvre une superficie de 58,21 km2 pour une population de 15 027 habitants.

## Géographie
Outre la ville de Jedlicze, la gmina inclut les villages de Chlebna, Długie, Dobieszyn, Jaszczew, Moderówka, Piotrówka, Podniebyle, Poręby, Potok et Żarnowiec.
La gmina borde la ville de Krosno et les gminy de Chorkówka, Jasło, Tarnowiec et Wojaszówka.